# Evangelischer Kirchentag in der DDR
Evangelische Kirchentage wurden in der DDR im Unterschied zum Deutschen Evangelischen Kirchentag in der Bundesrepublik vor allem auch aus politischen und praktischen Zwängen heraus regional abgehalten.
Seit 1961 hatten die Kirchentage in der DDR eine eigene Organisation und eigene Vorsitzende, im Jahr 1962 wurden die ersten regionalen Kirchentage in Schwerin unter der Losung Lob Gott getrost mit Singen und in Stralsund unter der Losung Gott – unsere Freude abgehalten.

## Kirchentage in der DDR
- 1962: Schwerin: Lob Gott getrost mit Singen
- 1962: Stralsund: Gott – unsere Freude
- 1963: Zwickau, Erfurt, Brandenburg: Das Wagnis des Glaubens
- 1964: Bernburg (Saale): Christus für uns – wir für Christus
- 1964: Greifswald: Er ist treu
- 1965: Wittenberg, Frankfurt (Oder): Ihr werdet meine Zeugen sein
- 1966: Rostock: Wachsen auf Christus hin
- 1967: Stralsund: Gott schafft Frieden
- 1968: Dessau, Stendal: Dienet einander
- 1968: Görlitz: Du stellst meine Füße auf weiten Raum
- 1968: Dresden: Kirche der Zukunft – Kirche für die anderen
- 1970: Greifswald, Erfurt, Havelberg, Cottbus: Wie Gott mir, so ich dir
- 1971: Schwerin: Unser Gott kommt und schweigt nicht
- 1974: Magdeburg, Stralsund, Frankfurt (Oder): …und ihr sollt auch leben
- 1975: Dresden, Görlitz: Unterwegs zur Gemeinde von morgen
- 1976: Berlin, Rostock, Halle (Saale): Gottes Wege führen weiter
- 1978: Leipzig: Leben heißt ein Ziel haben
- 1978: Erfurt: Es geht ums Leben
- 1978: Stralsund: Auf der Suche nach Leben
- 1978: Brandenburg: Zurück zu Gott, mit Gott ins Leben
- 1981: Görlitz: Füreinander leben, miteinander teilen Kirchentagsabzeichen des Regionalkirchentages 1983 in Erfurt

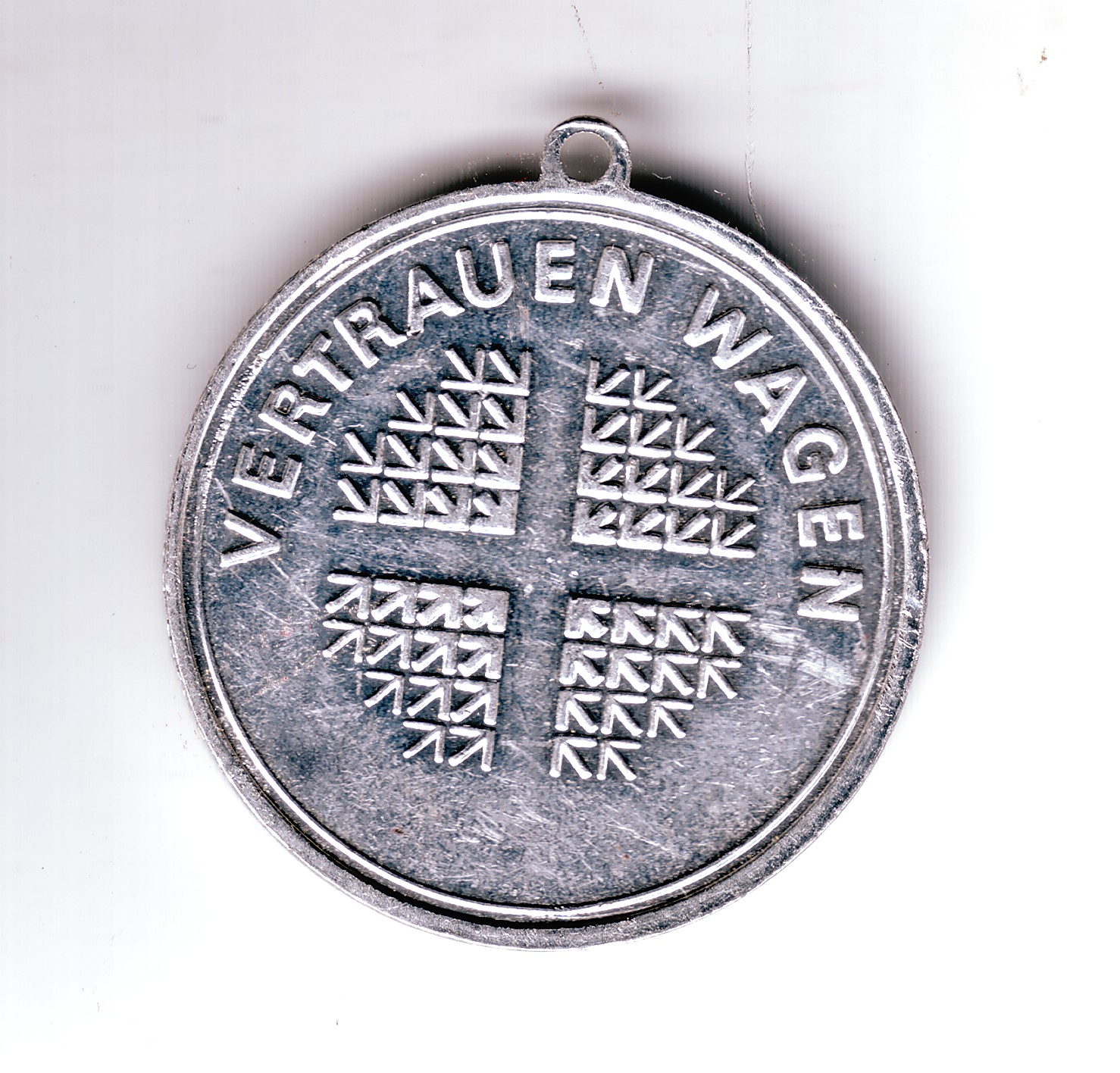
Kirchentagsabzeichen des Regionalkirchentages 1983 in Erfurt

- 1981: Dessau: Miteinander leben, teilen, beten
- 1981: Stralsund: Mit Gott für den Menschen
- 1983: Kirchentage im Lutherjahr: Erfurt, Eisleben, Frankfurt (Oder), Magdeburg, Rostock, Wittenberg: Vertrauen wagen
- 1983: Dresden: Vertrauen wagen, damit wir leben können (nach dem Kirchentag 1954 in Leipzig die teilnehmerreichste kirchliche Veranstaltung, die jemals in der DDR stattfand[1])
- 1985: Greifswald: Durch den Glauben reich sein
- 1986: Cottbus: Orientiert auf das Leben
- 1986: Neustrelitz: Ich bin der Herr, dein Gott
- 1986: Salzwedel, Halberstadt: Zukunft gewinnen – Leben lernen aus der Bibel
- 1987: Berlin: …und ich will bei euch wohnen
- 1988: Halle, Erfurt: Umkehr führt weiter
- 1988: Görlitz: Umkehr hilft leben
- 1988: Rostock: Brücken bauen
- 1989: Leipzig: Was ist der Mensch, daß du seiner gedenkst?

## Vorsitzende des Evangelischen Kirchentages in der DDR
- 1961–1966: D. Reimer Mager
- 1966–1967: D. Fritz Figur
- 1967–1984: Otto Schröder
- 1984–1990: Dr. Bernhard Opitz
- 1990–1991: Annemarie Schönherr